# ویلیام پوتکر
ویلیام پوتکر (انگلیسی: William Pottker؛ زادهٔ ۲۲ فوریهٔ ۱۹۹۳) بازیکن فوتبال اهل برزیل است.
از باشگاه‌هایی که در آن بازی کرده است می‌توان به باشگاه فوتبال پونته پرتا، باشگاه ورزشی اینترناسیونال، باشگاه ورزشی براگا، باشگاه فوتبال ونتفورت کوفو، باشگاه فوتبال گاندزاسار کاپان، باشگاه فوتبال فیگیرنسه، و باشگاه ورزشی براگا بی اشاره کرد.